# Willington (Connecticut)
Willington – miasto w Stanach Zjednoczonych, w stanie Connecticut, w hrabstwie Tolland.